# 大連神社

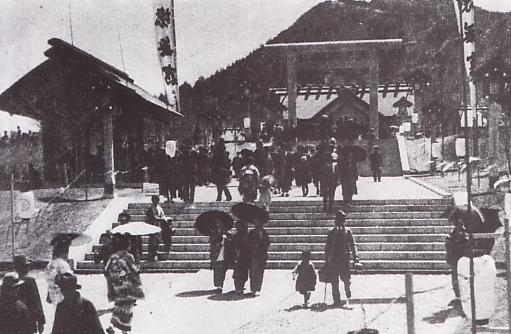
関東州にあった大連神社

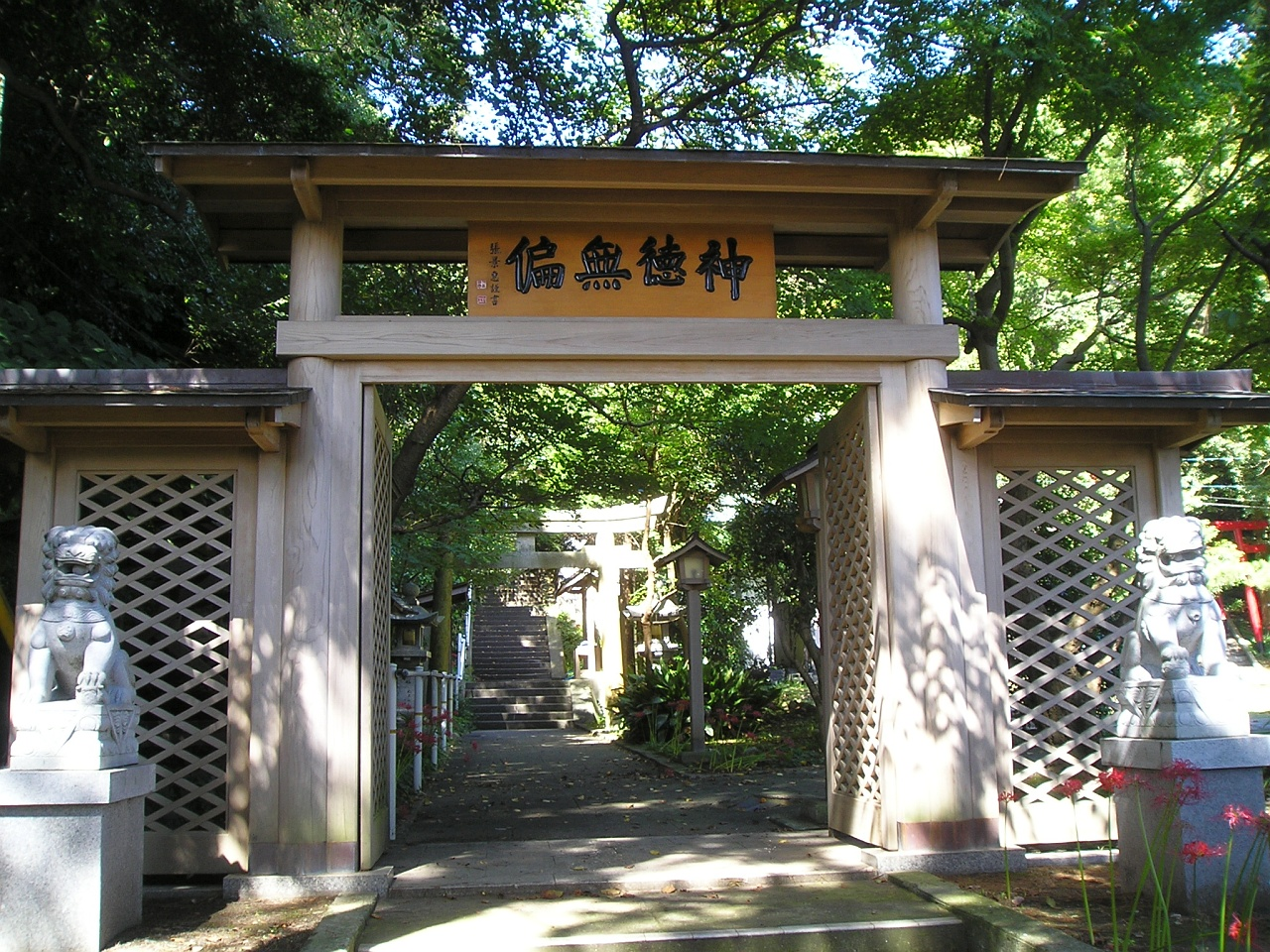
門

大連神社（旧字体：大連󠄀神󠄀社󠄁、だいれんじんじゃ）は、山口県下関市にある神社である。かつて日本の租借地であった関東州の大連市（現 中華人民共和国遼寧省大連市）にあった大連神社の神体を日本に持ち帰り再建したもので、赤間神宮の境内社となっている。
天照皇大神・大国主大神・明治天皇・靖国神を主祭神とする。

## 歴史
1907年（明治40年）10月1日に創建。大連に住む日本人より氏神として崇敬され、1944年（昭和19年）に旅順の官幣大社関東神宮が鎮座するまでは関東州の中心的な神社であった。
1945年（昭和20年）8月の第二次世界大戦の日本の敗戦の後、ソ連軍が満州・関東州に進攻し、日本人の住居や商店などが襲われた。大連神社にもソ連兵が上がり込んだが、神職が雅楽や舞楽を披露してそれがソ連兵の間で評判となり、大連神社は全く被害を受けなかったという。
大連神社の神体と神宝は、1947年（昭和22年）3月14日、元大連神社宮司・水野久直の手によって日本に持ち帰られ、福岡市の筥崎宮に仮安置された。その後、水野が赤間神宮宮司に赴任した際、その境内に小祠を建てて大連神社の神体を遷し祀った。1973年（昭和48年）の第60回神宮式年遷宮の際に古社殿を譲り受け、1980年（昭和55年）、本殿北東の現在地に移築して正遷座祭を行った。
なお、大連市の大連神社跡地は現在、解放小学（同市中山区）となっている。

## 境内
威徳殿には、旧大連神社から持ち帰った神宝が保管されている。また、門には満州国国務総理大臣を務めた張景恵の書による扁額がかけられているほか、門前の狛犬も中国の石獅子となっている。